# Вишки (гміна)
Гміна Вишки (ґміна Вишкі, пол. Gmina Wyszki) — сільська гміна у східній Польщі. Належить до Більського повіту Підляського воєводства.
Станом на 31 грудня 2011 у гміні проживало 4736 осіб.

## Територія
Згідно з даними за 2007 рік площа гміни становила 206.50 км², у тому числі:
- орні землі: 71.00 %
- ліси: 22.00 %

Таким чином, площа гміни становить 14.91 % площі повіту.

## Населення
Станом на 31 грудня 2011:
| Опис     | Загалом | Загалом | Чоловіки | Чоловіки | Жінки | Жінки |
| -------- | ------- | ------- | -------- | -------- | ----- | ----- |
| одиниця  | осіб    | %       | осіб     | %        | осіб  | %     |
| все      | 4736    | 100     | 2408     | 50.84    | 2328  | 49.16 |
| міське   | 0       | 100     | 0        |          | 0     |       |
| сільське | 4736    | 100     | 2408     | 50.84    | 2328  | 49.16 |

## Сусідні гміни
Гміна Вишки межує з такими гмінами: Більськ-Підляський, Бранськ, Посьвентне, Сураж, Юхновець-Косьцельни.